# 탈학교론
탈학교론 또는 디스쿨링(Deschooling)은 오스트리아 철학자 이반 일리치가 발명한 용어이다. 오늘날 이 단어는 홈스쿨링을 시작하기 위해 학교 시스템을 떠날 때 자녀와 부모가 거치는 전환 과정을 지칭하기 위해 홈스쿨러, 특히 언스쿨러가 주로 사용한다. 이 과정은 홈스쿨링이 작동하기 위한 중요한 기반이다. 그것은 아이들이 학교에서의 일상과 제도적 사고방식에서 점진적으로 전환하고, 자기 결정을 통해 학습할 수 있는 능력을 재개발하고, 첫 홈스쿨링 시절에 배우고 싶은 것을 발견하는 것을 포함한다.
이 과정에 걸리는 시간은 자녀의 유형과 학교 시스템에서 보낸 시간에 따라 다를 수 있다. 이 과정은 다른 아이들의 행동에 다르게 영향을 미쳤을 수 있다. 특히 학교를 떠나는 첫 날에는 아이들이 주로 학교 환경에서 회복하기를 원하기 때문에 일반적으로 매우 오래 자고 어떤 종류의 의도적인 학습도 거부하고 대신 TV 시청이나 비디오 게임과 같은 대체 만족을 찾는 경우가 많다. 조기 방학 동안의 행동과 매우 유사하다. 또한 이러한 전환 과정에서 아이들은 지루함을 느끼거나 일상적인 구조를 놓칠 수 있으며 결국에는 관심을 찾기 위해 시간과 자유를 사용하는 방법을 알게 된다. 가장 좋은 경우 이것은 그들이 관심 있는 특정 사항에 대해 자발적으로 스스로에게 알리고 홈스쿨링을 시작할 수 있는 결과를 낳는다.
이 단계는 종종 레크리에이션 단계 또는 학교 환경에서 치유되는 과정으로 간주된다. 현대 홈스쿨링 운동의 많은 추종자들은 학교 시스템이 아이들의 타고난 창의성, 호기심, 배우려는 의지를 손상시킬 수 있기 때문에 이 단계가 필요하다고 생각한다. 학교에서 대부분의 아이들이 자신을 위해서가 아니라 성적과 같은 부자연스러운 외적 압력 하에서만 공부하며, 무엇을, 언제, 어떻게, 누구와 배울 것인지는 항상 스스로 결정할 수 있는 것이 아니라 미리 결정되어 있다고 주장한다.

## 배경
탈학교론은 아이들이 받은 전통적인 학교 교육을 재구성할 필요가 있다고 느꼈던 이반 일리치의 공로를 인정한다. 일리치는 학교에 학습이 중요한 기술보다는 등급 및 인증과 일치하도록 하는 "숨겨진 커리큘럼"이 있다고 믿었다. 그는 현대 학교 교육이 산업화된 시스템, 즉 가족이 스스로 형성할 수 있어야 하는 것, 즉 교육을 전문으로 하는 독성 산업으로 학교를 성장시키는 데 초점을 맞추고 있다고 믿었다. 일리치에 따르면 학교는 학문적 우수성과 서류상의 성공을 일치시킨다. 결과적으로 학교, 성적 및 졸업장은 학생들이 특정 교육 개념에 대해 잘 알고 있다는 잘못된 보증을 제공한다.
존 홀트(John Holt)는 탈학교화를 믿었던 교육자였다. 그의 생각은 일리치와 밀접하게 일치했다. 어느 쪽도 학교가 학생들이 알아야 할 모든 것을 배우는 곳이라고 확신하지 않았기 때문이다. 대신 그들은 학생들이 자연 세계에 대한 노출과 같은 다른 수단을 통해 지속적으로 학습한다는 점을 강조했다. 일리치와 홀트는 학교가 다른 학습 방법 대신 "기술 훈련"에 중점을 두기 때문에 학교가 불충분하다고 보았다. 또한 탈학교화 이론가들은 교육을 사회질서 유지로 보았다.

## 언스쿨링/탈스쿨링 사회
사람을 "탈학교화"한다는 것은 학교에서 배우거나 공부하는 행위를 무시하는 것을 의미하지 않는다. 일리치와 홀트의 언스쿨링 사회에서는 모든 사람이 학교에 다닐지 여부를 선택할 수 있다. 강제로 학교에 가거나, 입학하기 전에 시험을 치거나, 원하는 주제를 배울 기회를 거부당하는 대신, 사람들은 학습 방법을 자유롭게 선택할 수 있을 것이다. 언스쿨링을 옹호하는 존 홀트에 따르면, 탈스쿨링된 사회는 모든 사람이 학교에서든 완전히 다른 방식으로든 자신이 배우고 싶은 것은 무엇이든 배울 수 있는 가장 넓고 자유로운 선택권을 갖는 사회가 될 것이다.